# Holdsütemény
A holdsütemény (kínaiul: 月饼, pinjin: yuèbǐng, magyar átírásban: jüeping) a kínai őszközépünnep süteménye. Alakja kerek vagy négyszögletes, tetejét írásjegyekkel (például a „hosszú élet” vagy a „harmónia” szóval), népi motívumokkal, virágokkal vagy a Holdon lakó nyúl képével díszítik. A töltelék általában adzuki babból készült pép, indiai lótusz (Nelumbo nucifera) magjából készült pép vagy kacsatojás sárgája, de a modern korokban már változatos ízekben is kapható. Kínai tea társaságában fogyasztják és családtagok, barátok ajándékozzák egymásnak, de üzletemberek is az ügyfeleiknek. A hongkongi holdsütemények híresek és keresettek.[forrás?] Kínán és Tajvanon kívül a kínai kultúra által korábban befolyásolt országokban, például Vietnámban és Japánban is készítik. A világ legnagyobb, 2,5 tonnát nyomó holdsüteményét Sanghajban készítették el 2013-ban.

## Jellemzői
A holdsüteménynek magas a cukor-, zsír- és kalóriatartalma. Tradicionális töltelék a vörösbabpép, a feketebabpép, a lótuszmagpép, sózott kacsatojás-sárgája (ami a teliholdat szimbolizálja). A modern változatok már sokféle ízben kaphatóak, van csokoládés, citromos tea ízű, sajttorta ízű, libamájas, húsos, gyümölcsös, zselés, vagy akár fagylalttal töltött is.
Mivel nehéz elkészíteni, legtöbben inkább cukrászdában, szupermarketekben, pékségekben vásárolják.

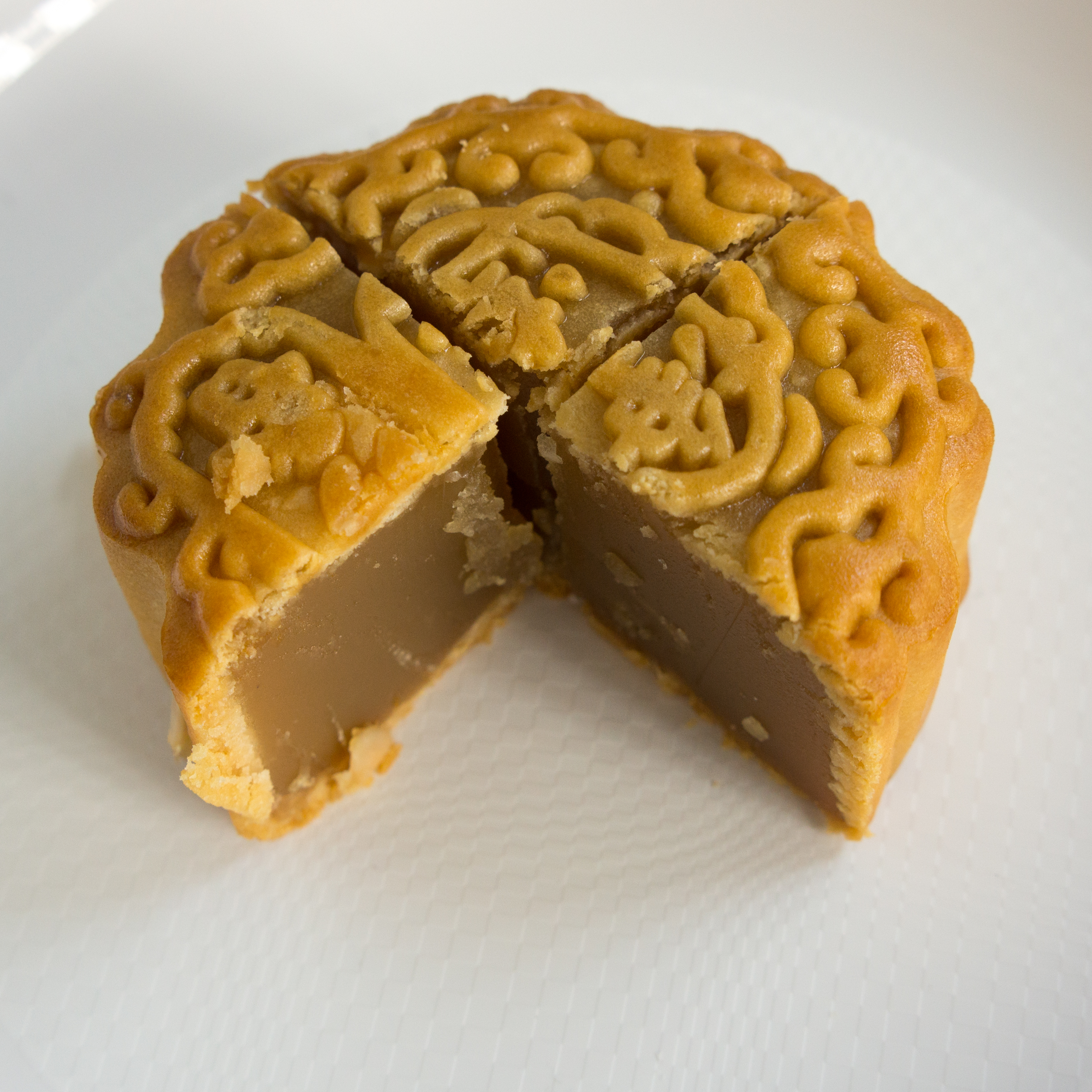
Lótuszmagpéppel töltött holdsütemény. A süteményt hagyományosan négybe vágva fogyasztják
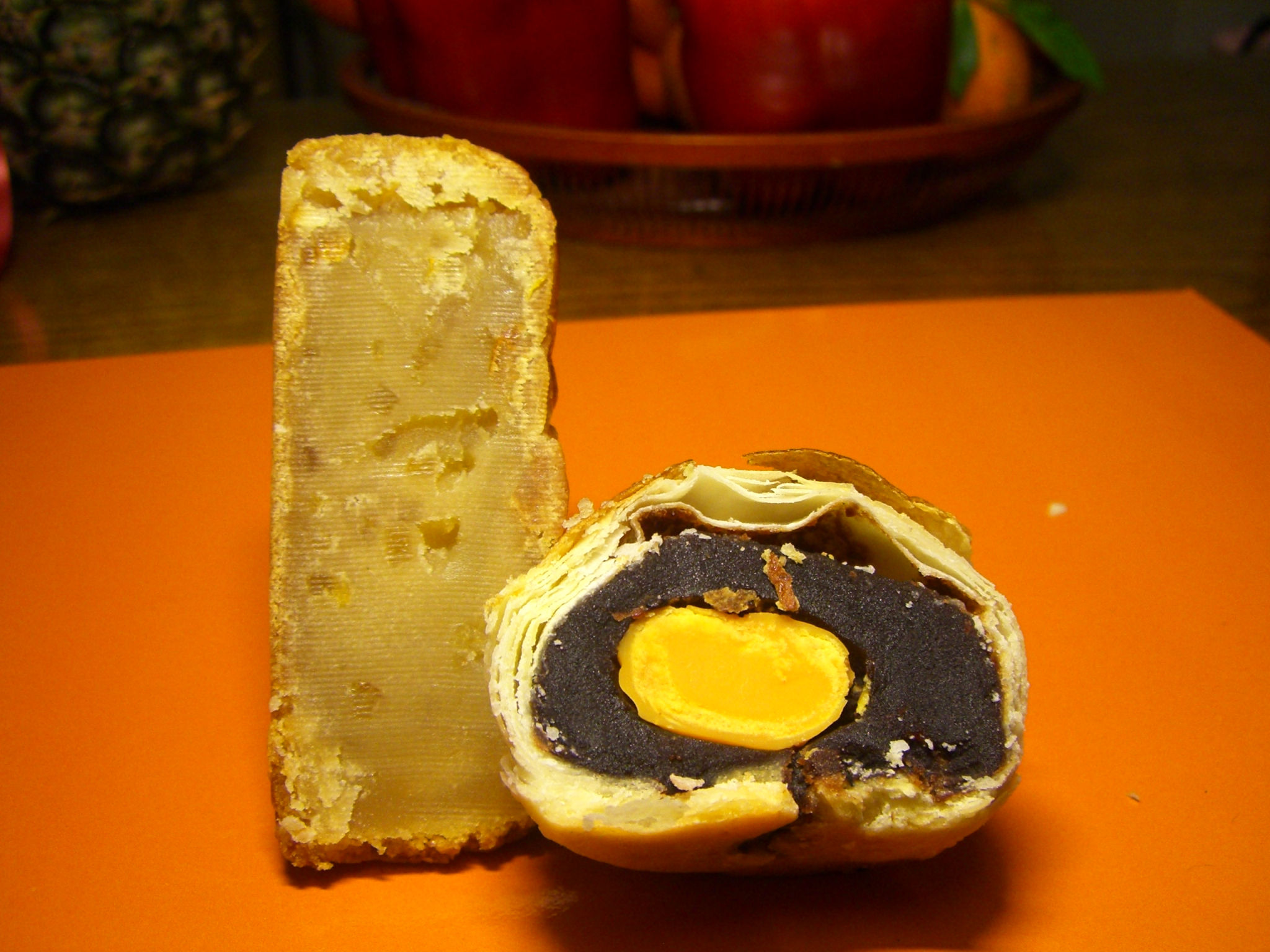
Kettévágott holdsütemények: az egyik fenyőmagpasztával töltött, a másik vörösbabpéppel, közepén kacsatojással
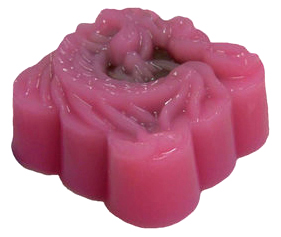
Kevésbé tradicionális holdsütmény: zseléborítású
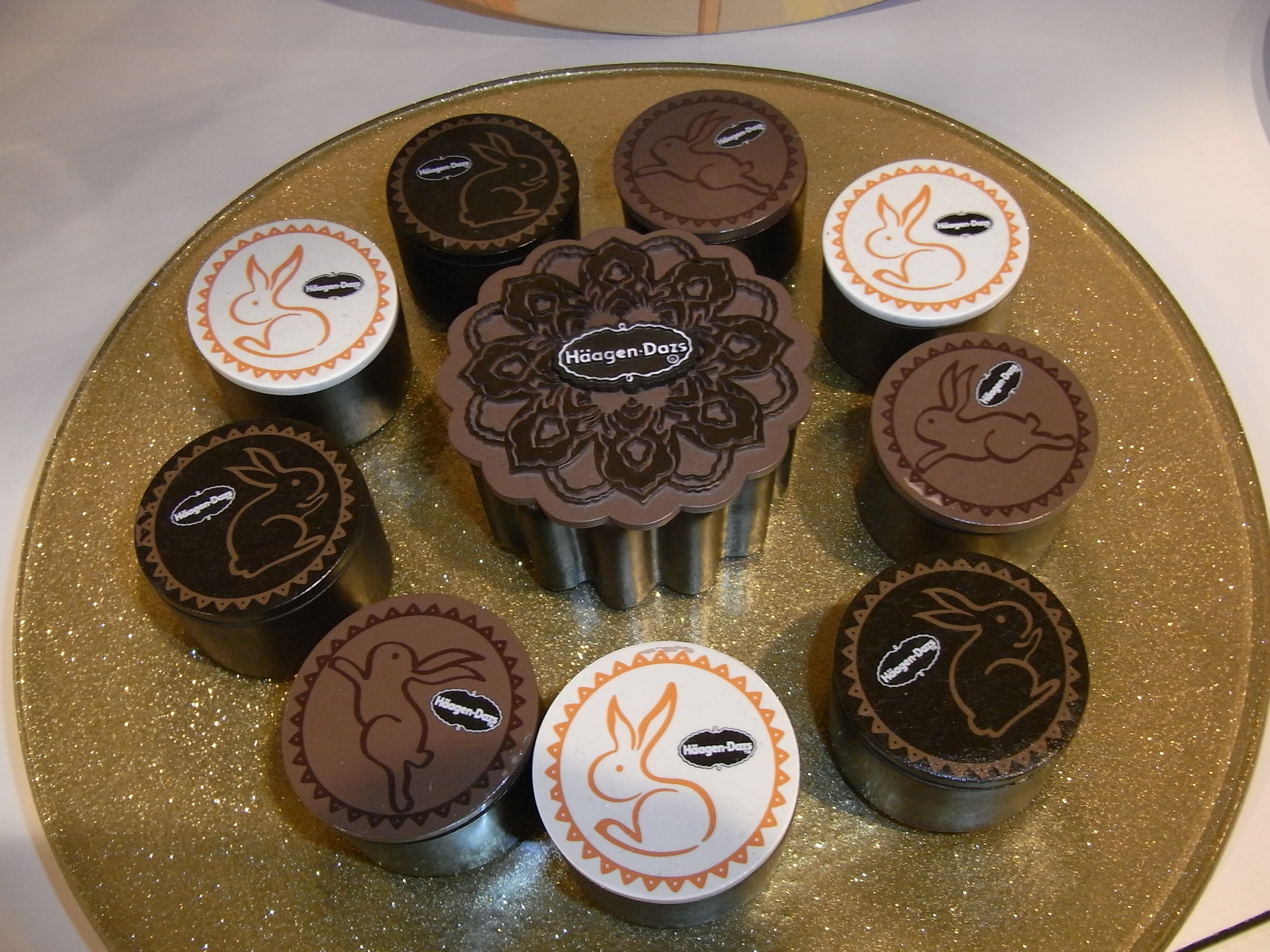
Häagen-Dazs jégkrémes holdsütemény Hongkongból